# Port Richey
Port Richey est une ville américaine située dans le comté de Pasco en Floride. C’est une municipalité de banlieue incluse dans la région statistique métropolitaine deTampa-St. Petersburg-Clearwater. La municipalité s'étend sur 2,87 milles carrés (7,43 km2), dont 2,22 milles carrés (5,75 km2) de terres.

## Histoire
Le chanteur guitariste et auteur-compositeur de musique country américain  Johnny Cash y a possédé une villa le long de la Pithlachascotee River entre 1979 et 2002.

## Démographie
D’après le recensement de 2000, Port Richey comptait 

3 021 habitants, 1 424 ménages, et 770 familles dans la ville,
  avec une densité de population de 1 433,9 habitants par mile carré (553,6/km2)
 1 746 unités d’habitation avec une densité moyenne de 828,7 par mile carré (320,0/km2).
La composition raciale de la ville était, selon ce recensement, 
de 96,13 % de Blancs, 
0,63 % d’Afro-Américains, 
0,60 % d’Amérindiens, 
1,09 % d’Asiatiques, 
0,07 % d’insulaires du Pacifique, 
0,36 % d’autres races 
1,13 % métis. 
Les Hispanophones des diverses races représentaient 2,88 % de la population.
On comptait 1 424 foyers, 
dont 15,7 % avec enfants de moins de 18 ans, 
44,1 % étaient des couples mariés, 
6,4 % étaient des foyers monoparentaux féminins et 45,9 % étaient des ménages non-familiaux. 
37,4 % des foyers étaient constitués de personnes seules et 15,2 % de personnes seules de 65 ans ou plus.
Le foyer moyen comptait 2,02 personnes et la famille moyenne était de 2,61 personnes.
La pyramide des âges de Port Richey était en 2000 la suivante :
14,8 % de moins de 18 ans,
 6,3 % de 18 à 24 ans, 
25,0 % de 25 à 44 ans, 
26,7 % de 45 à 64 ans, 
et 27,1 % de 65 ans ou plus. 
La pyramide des âges est caractérisée par une prédominence des plus âgés, et une proportion très élevée de retraités, l’âge médian était de 48 ans. Attention, toutefois au fait suivant : si les Américains ont légalement le droit deprendre leur retraite à partir de 62 ans, ils ont aussi un système de répartition très limité et dépourvu de retraite complémentaire, ce qui en oblige une notable part à continuer de travailler très tard. Ceux qui prennent leur retraite jeune (dès 62 ans) ont pour l'essentiel un important pouvoir d'achat.
Pour 100 femmes, il y avait 99,5 hommes. Pour 100 femmes de 18 ans et plus, il y avait 98,1 hommes.
Le revenu médian par ménage de la ville se montait (en 2000) à 27 404 $, et le revenu médian par famille à 40 050 $. Les hommes avaient un revenu médian de 30 473 $ contre 22 139 $ pour les femmes. Le revenu par habitant de la ville était de 20 711 $. Environ 9,1 % des familles et 16,1 % de la population vivaient en dessous du seuil de pauvreté, dont 34,6 % des moins de 18 ans et 3,1 % des 65 ans et plus.
| 1930 | 1940 | 1950 | 1960  | 1970  | 1980  |
| ---- | ---- | ---- | ----- | ----- | ----- |
| 104  | 134  | 376  | 1 931 | 1 259 | 2 165 |

| 1990  | 2000  | 2010  | - | - | - |
| ----- | ----- | ----- | - | - | - |
| 2 523 | 3 021 | 2 671 | - | - | - |

Selon le recensement de 2010, Port Richey comptait 2 671 habitants.
En 2021, les données démographiques de Port Richey étaient les suivantes :
3 027 habitants (Taux de croissance 4,38%)
Age médian 48,1 an (décroissant : rajeunissement de 6 mois par an)
 Alors que le revenu moyen annuel des ménages s'accroît : 44 792 $ (croissance annuelle de 9,58%)
le taux de pauvreté s'accroît aussi : 15,6% (croissance annuelle de 1,14% par an).
En 2023, les données sont les suivantes :

3 506 habitants (taux de croissance annuel 4,53 %) 

Age médian 48,1 an.
Le revenu moyen des ménages à Port Richey est de 74 859 $ avec un taux de pauvreté de 15,6 %, supérieur de 2,5 points au taux de pauvreté moyen de la Californie (13,1%).

En incluant les résidents ne vivant pas en famille, il apparaît que 23,7 % des diplômés du secondaire et 17,7 % des non-diplômés vivent en dessous du seuil de pauvreté. 

Parmi les handicapés, 14,5 % des hommes et 18,9 % des femmes vivent sous le seuil de pauvreté. 63,0 % des pauvres sont locataires contre 25,8 % des habitants dont le revenu est supérieur au seuil de pauvreté. Soigneusement répertoriées par le site CITY-DATA , les données n'y donnent cependant lieu à aucune analyse ni synthèse, contrairement à la pratique du site homologue français, l'INSEE .
Selon l’ACS la plus récente, la composition raciale de Port Richey était la suivante :
Blanc : 84,61 % en nette diminution, (perte de 12 points) comme dans l'ensemble des Etats-Unis, et plus particulièrement des Etats du Sud.
Noirs ou Afro-Américains : 0,79 %, très légère hausse
Amérindien : 0 %  ont disparu
Asiatiques : 0,2 % en baisse
Originaire d’Hawaï ou des îles du Pacifique : 0 % ont disparu
Autre race : 0.93% Il s'agit surtout des Indo-pakistanais
Métis : 13.48% Très nette augmentation : multipliés par 12

## Sites notables
Gulf View Square, est un "mall" situé au nord de Port Richey avec vue sur le Golfe du Mexique. En dépit de son panorama, il est apparu comme décevant par rapport aux investissements réalisés, ses emplacements de boutiques n'ayant pas tous trouvé preneur. Il présente des aspects de vétusté, et la question de son maintien est posée. Or ce mall, ouvert en 1980, dessert les habitants de l’ouest du comté de Pasco, le centre commercial le plus proche de Port Richey étant le Countryside Mall, situé à 32 km au sud de la Route US 19.
Au sud de Port Richey se développe, New Port Richey, localisée dans la continuité géographique mais plus en amont et sur la rive droite (est) de la Rivière Pithlachascotee. New Port Richey est beaucoup plus dynamique avec ses 17 000 habitants. L'attrait du lieu pour les retraités est non négligeable ainsi qu'en témoigne cet exemple de message sur le forum du site CITY-DATA du secteur Tampa Bay, très représentatif des préoccupations de ce troisième âge qui migre vers la Sun Belt  dont il stimule le dynamisme économique.: "We are thinking of moving from Utah to Florida and looking at any city around the Tampa Bay area but have been focusing on New Port Richey, Palm Harbor or Dunedin. We will be buying a home, but don't want to go over 360,000. We are retired so not worried about employment. Anyone who lives in those areas and could give us some insight about these things: Crime Rate, Beaches close by, Cost of living, Things to do.
(Nous envisageons de déménager de l’Utah à la Floride et nous examinons toute ville autour de la région de Tampa Bay, mais nous nous recentrons sur New Port Richey, Palm Harbor ou Dunedin. Nous allons acheter une maison, mais nous ne voulons pas dépasser 360 000 $. Nous sommes à la retraite, donc aucune inquiétude quant à l’emploi. Nous faisons appel à toute personne vivant dans cette région qui pourrait nous donner un aperçu des choses suivantes : 1) Taux de criminalité, 2) Plages dans le voisinage, 3) Coût de la vie, 4) Activités intéressantes.)
Port Richey, dont la municipalité salue un regain de croissance, semble en tirer profit grâce à un coût de la vie et des terrains moins élevé, comme en témoigne le nombre de demandes de permis de construire notablement croissant depuis 2017 :
2015 : 1  ;  2016 : 3    ;  2017 : 2   ;  2018 : 13  ;  2019 : 43  ;   2020 : 67  ;  2021 : 69